# 莱塞尔克
莱塞尔克（法語：Les Cerqueux，法語發音：[le sɛʁkø] ⓘ）是法国曼恩-卢瓦尔省的一个市镇，属于绍莱区。

## 地理
莱塞尔克（47°0'1"N, 0°38'26"W）面积13.86 平方千米，位于法国卢瓦尔河地区大区曼恩-卢瓦尔省，该省份为法国西部内陆省份，大致对应安茹地区，北起顺时针与马耶讷省、萨尔特省、安德尔-卢瓦尔省、维埃纳省、德塞夫勒省、旺代省、大西洋卢瓦尔省和伊勒-维莱讷省接壤。
与莱塞尔克接壤的市镇（或旧市镇、城区）包括：松卢瓦尔、伊泽尔奈、莫莱翁、尼埃伊莱索比耶、圣莫里斯-埃蒂松。

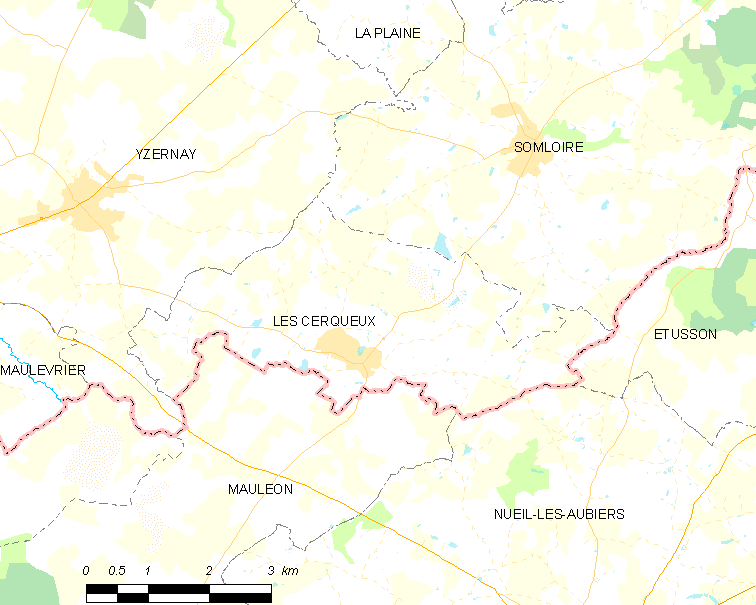
莱塞尔克的OSM定位图

莱塞尔克的时区为UTC+01:00、UTC+02:00（夏令时）。

## 行政
莱塞尔克的邮政编码为49360，INSEE市镇编码为49058。

## 政治
莱塞尔克所属的省级选区为绍莱第二县。

## 人口

1962-2008年间莱塞尔克人口变化图示

莱塞尔克于2022年1月1日时的人口数量为892人。